# Kaly
Kaly jsou obec v okrese Brno-venkov v Jihomoravském kraji. Rozkládají se v Hornosvratecké vrchovině, v přírodním parku Svratecká hornatina, přibližně 6 kilometrů severozápadně od Tišnova. Obec se skládá ze dvou místních částí, Kalů a Zahrady. Žije zde 314 obyvatel.

## Historie
První písemná zmínka o obci pochází z roku 1386.
Od 6. října 1952 patří k obci Kaly i vesnice Zahrada, která byla krajským národním výborem v Brně oddělena od obce Štěpánovice.
K 1. lednu 2005 byla obec Kaly společně s dalšími 23 obcemi převedena z okresu Žďár nad Sázavou (Kraj Vysočina) do okresu Brno-venkov (Jihomoravský kraj).

## Obyvatelstvo
| Rok            | 1869 | 1880 | 1890 | 1900 | 1910 | 1921 | 1930 | 1950 | 1961 | 1970 | 1980 | 1991 | 2001 | 2011 | 2021 |
| -------------- | ---- | ---- | ---- | ---- | ---- | ---- | ---- | ---- | ---- | ---- | ---- | ---- | ---- | ---- | ---- |
| Počet obyvatel | 263  | 344  | 355  | 362  | 337  | 345  | 370  | 337  | 328  | 312  | 276  | 282  | 254  | 248  | 293  |
| Počet domů     | 35   | 44   | 48   | 51   | 50   | 54   | 64   | 72   | 74   | 77   | 75   | 86   | 89   | 94   | 105  |

Vývoj počtu obyvatel obce Kaly
| Rok            | 1869 | 1880 | 1890 | 1900 | 1910 | 1921 | 1930 | 1950 | 1961 | 1970 | 1980 | 1991 | 2001 | 2011 | 2021 |
| -------------- | ---- | ---- | ---- | ---- | ---- | ---- | ---- | ---- | ---- | ---- | ---- | ---- | ---- | ---- | ---- |
| Počet obyvatel | 156  | 212  | 202  | 198  | 185  | 196  | 211  | 193  | 212  | 192  | 165  | 164  | 154  | 154  | 194  |
| Počet domů     | 21   | 26   | 27   | 27   | 27   | 30   | 38   | 44   | —    | 47   | 44   | 52   | 53   | 58   | 67   |

Vývoj počtu obyvatel části obce Kaly

## Pamětihodnosti
- Kaple sv. Maří Magdalény
- Pomník padlých v první světové válce
- Mramorový kříž z roku 1935
- Litinový kříž (na severním okraji obce)
- Mramorový kříž z roku 1902
- rozhledna Křivoš (dříve i rozhledna Babylón, která byla zbořena)